# 오오츠보 유카
오오츠보 유카(일본어: 大坪 由佳 おおつぼ ゆか[*], 1993년 6월 11일~)는 일본의 여성 성우이다. 지바현 출생이고 EARLY WING 소속이다. 2014년, 보컬로이드 음악가 유우유-P와 함께 밴드 'SmileY inc.'에 참가하는 것으로 가수로서의 활동을 시작했다.

## 배역

### TV 애니메이션
2011년
- 유루유리 (토시노 쿄코)

2012년
- 사랑한다고 말해. (여학생)
- 기어와라! 냐루코양 (쿠레이 타마오)
- 프리티 리듬:디어 마이 퓨처 (유메미)
- 유루유리♪♪ (토시노 쿄코)

2013년
- 아이마이미 (에비하라 아이)
- 내 여자친구와 소꿉친구가 완전 수라장 (아카노 메이)
- 비비드레드 오퍼레이션 (사에구사 와카바)
- 기어와라! 냐루코양 W (쿠레이 타마오)
- 두 사람은 밀키 홈즈 (White Phantom)

2014년
- Go! Go! 575 (마사오카 아즈키)
- 이누가미 양과 네코야마 양 (히이라기 아키)[2]
- 농림 (스즈키 아카리)
- Wake Up, Grils! (이와사키 시노)
- 악마의 리들 (마히로, 반다 신야)
- 하나야마타 (니시미카도 타미)
- 모모큔소드 (카린)
- 츠부돌 (후치노베 후타바)

2015년
- 유루유리 산☆하이! (토시노 쿄코)
- 아이돌마스터 신데렐라 걸즈 (미무라 카나코)
- 함대 컬렉션 (키타카미, 오오이)

### OVA
2014년
- 유루유리 나츄야츄미 (토시노 쿄코)

### 게임
2013년
- 아이돌마스터 신데렐라 걸즈（미무라 카나코）
- 사쿠라장의 애완 그녀 (나카노 오토하)
- 함대 콜렉션 (군함 8개)

2014년
- 초여신신앙 느와르: 격신 블랙하트 (리 페이)